# 1233
1233 (MCCXXXIII) a fost un an obișnuit al calendarului iulian.

## Evenimente
- Apare prima monedă de aur în statul selgiucid.
- Expediție eșuată a lui Jean de Brienne împotriva împăratului Ioan al III-lea.
- Împăratul Frederic al II-lea distruge orașul San Severo, revoltat împotriva autorității imperiale în Italia.
- Imperiul bizantin de la Niceea obligă pe Leon Gabalas, stăpânul insulei Rodos, să recunoască autoritatea lui Ioan al III-lea Vatatzes.
- Mongolii pătrund în Armenia și distrug numeroase orașe, a căror populație este masacrată; Tabriz este cruțat ca urmare a darurilor neprețuite oferite invadatorilor.
- Primii inchizitori numiți de papalitate în Franța.
- România. Prima mențiune documentară a unui Ban de Severin, în persoana unui Luca.
- Tratat încheiat de Novgorod cu germanii.

## Nașteri
- dată necunoscută: Ottokar al II-lea al Boemiei rege al Boemiei, duce al Austriei, Stiriei, Carintiei și Crainei (d. 1278)
- dată necunoscută: Adelaida de Burgundia (1233-1273) Ducesă de Brabant (d. 1273)

## Decese
- 25 martie: Alfonso al II-lea, 47 ani, rege al Portugaliei (n. 1185)
- Bohemund al IV-lea, principe de Antiohia (n. 1172)
- Ibn al-Athir, istoric arab (n. 1160)